# ザ・モアイズユー
ザ・モアイズユー は、大阪出身のセンチメンタルロックバンド。ザ・モアイズユーのバンド名は、「モアイ」は「未来に生きる」という意味があり、「ユー」は「あなたへ」、「未来に生きるあなたへ歌います。」という意味がある。
本多（Gt/Vo）と以登田（Ba/Cho）が高校2年の時に結成。銀杏BOYZのコピーバンドをしていた。当時は、本多がギター、ベースが以登田、その他にボーカルとドラムの4人編成だった。高校を卒業と同時にボーカルとドラムが脱退。その後、何度かのメンバー交代を経て、今のスリーピースバントとなる。

## メンバー
- 本多真央
Vo/Gt担当。6月17日生まれ・血液型B型

### 旧メンバー
- そるてぃ
Dr担当。2014年8月8日脱退。
- 峰松慧
Dr担当。2016年2月19日加入。2018年9月22日脱退。
- オザキリョウ
Dr担当。10月30日生まれ・血液型Ｂ型。2019年3月1日加入。2023年7月14日脱退。ザ・モアイズユー加入前はw.o.d.に在籍していた
- 以登田豪
Ba/Cho担当。5月12日生まれ・血液型A型。2024年6月11日脱退。

## 来歴
- 2014年
  - 4月 -『THE-MEN』から改名を行い『ザ・モアイズユー』として活動を開始。
- 2016年　
  - 8月 - 滋賀県最大級の音楽とグルメの無料フェス「EAT THE ROCK 2016」に出演
  - 9月 - 島村楽器主催のライブオーディション「HOT LINE」で関西グランプリ獲得
  - 12月 - MASH A&R 主催のオーディション「MASH FIGHT vol.5」にて、年間全45組の優秀アーティストの中からFINALアーティスト7組に選ばれる
- 2017年
  - 2月 - Lastrum主催のオーディション「ニューカマー発見伝」で大阪の優秀アーティストに選ばれる
  - 9月 - イナズマロックフェスへの出場権をかけたイナズマゲートでグランプリ獲得
- 2018年
  - 7月 - イドエンターテインメントのオーディション「SUPEREGO」でグランプリ獲得
  - 10月 - オザキリョウがサポートメンバーとして加入。
- 2019年
  - 3月 - オザキリョウがメンバーに正式加入。

## ディスコグラフィー

### 自主制作シングル
|     | 発売日        | タイトル         | 規格 | 収録曲                                                  | 備考 |
| --- | ------------- | ---------------- | ---- | ------------------------------------------------------- | ---- |
| 1st | 2016年2月19日 | 君が見た風景     | CD   | 1. トーキョー・トレイン 2. 歌う声は 3. 孤独な夜がきても | 廃盤 |
| 2nd | 2016年12月7日 | 花火／光の先には | CD   | 1. 花火 2. 光の先には                                   | 廃盤 |
| 3rd | 2017年8月10日 | 暮らしの隅から   | CD   | 1. 涙よりはやく 2. 旅は続く 3. 揺れる                   | 廃盤 |
| 4th | 2018年4月6日  | 海辺の足跡       | CD   | 1. 海辺の足跡 2. Tonight                                | 廃盤 |

### 配信シングル
|     | 配信開始日     | タイトル         | 収録アルバム |
| --- | -------------- | ---------------- | ------------ |
| 1st | 2020年8月26日  | すれ違い         | Storage time |
| 2nd | 2020年9月16日  | 環状線           | Storage time |
| 3rd | 2020年10月21日 | 悲しみが消える頃 | Storage time |
| 4th | 2020年11月18日 | 19               | Storage time |
| 5th | 2022年9月28日  | 青に咲く花       |              |

### オリジナルアルバム
|                                     | 発売日              | タイトル             | 規格                | 規格品番            | 収録曲 |
| インディーズ (Eggs)                 | インディーズ (Eggs) | インディーズ (Eggs)  | インディーズ (Eggs) | インディーズ (Eggs) | インディーズ (Eggs) |
| ----------------------------------- | ------------------- | -------------------- | ------------------- | ------------------- | --- |
| mini                                | 2019年4月10日       | 想い出にメロディーを | CD                  | EGGS039             | 1. 光の先には 2. fake 3. 花火 4. 雪の降る街 5. 何度でも 6. トーキョー・トレイン 7. 桜の花びら |
| インディーズ (idOLSMITH recordings) |                     |                      |                     |                     | |
| 1st                                 | 2021年8月18日       | Storage time         | CD                  | DQC-1656            | 1. 秒針に振れて 2. すれ違い 3. MUSIC!! 4. ブルースカイブルー 5. 悲しみが消える頃 6. 求め合うたび 7. movin’on 8. 19 9. いいことばかりじゃないけれど、 10. 環状線 11. 月明かりの夜に 12. 理想像 13. Afterglow |

## ミュージックビデオ
| 公開日 | 公開日   | 曲名                 |
| ------ | -------- | -------------------- |
| 2016年 | 7月1日   | トーキョー・トレイン |
| 2017年 | 4月22日  | 花火                 |
| 2019年 | 3月30日  | 桜の花びら           |
| 2020年 | 8月25日  | すれ違い             |
| 2020年 | 9月16日  | 環状線               |
| 2020年 | 10月25日 | 悲しみが消える頃     |
| 2020年 | 11月18日 | 19                   |
| 2021年 | 8月18日  | 秒針に振れて         |
| 2022年 | 9月28日  | 青に咲く花           |

## ライブ

### 2019 「想い出にメロディーを」Release Tour
- 4月14日 - タワレコ梅田NU茶屋町（大阪）
- 5月12日 - 栄RAD（愛知）
- 6月16日 - Queblick（福岡）
- 6月28日 - CAVE-BE（広島）
- 7月12日 - Double-u Studio（愛媛）
- 7月14日 - GOLDEN PIGS BLACK（新潟）
- 7月15日 - end 3rd（宮城）
- 7月27日 - O-Crest（東京）
- 7月28日 - Pangea（大阪）

### 2020 自主対バン企画「モアイズム!!」
- 2月22日 - 心斎橋BRONZE （大阪）　c/w　とけた電球・Unblock
- 2月24日 - 下北沢SHELTER  (東京）　c/w  レイラ・alcott

### 2020 全国ツアー（配信EPリリース決定！）
- 5月23日 - 栄RAD （愛知）
- 5月30日 - UTERO （福岡）
- 6月6日 - FLYING SON（宮城）
- 6月13日 - O-Crest （東京）
- 6月28日 - LIVE SQUARE 2nd LINE（大阪）

### 2021 「Storage time」Release Tour
- 9月4日 - 新栄RAD SEVEN （愛知）
- 9月5日 - 下北沢SHELTER （東京）
- 9月12日 - LIVE SQUARE 2nd LINE （大阪）

### 2021 「Storage time」Release Tour "Encore"
- 12月4日 - FLYING SON （宮城）
- 12月10日 - UTERO （福岡）
- 12月11日 - PEPPERLAND （岡山）

### 2022 自主対バン企画「モアイズム!!2022」
- 5月8日 - 新代田FEVER （東京）
- 5月14日 - 心斎橋ANIMA （大阪）

## 参加したフェス&イベント

### 2019年
- 1月11日 - 心斎橋を刻め（大阪MUSE）
- 3月5日 - MINAMI　CROSS FEVER ＃73（心斎橋Pangea）
- 3月17日 - TENJIN ONTAQ （eith Flack）
- 3月23日 - SANUKI ROCK COLOSSEUM 2019（瓦町駅地下広場）
- 3月25日 - 春のヤング盛り’19（心斎橋JANUS）
- 3月28日 - Eggs×CINRA presents 「ex POP!!!!!! volume119」 （TSUTAYA O-nest）
- 4月3日 - Pangea 8th Anniversary 「ogartha 20190403」（本多真央のみ）
- 5月2日 - GOLDEN HOUR 2019×Freedam area（伊那GRAMHOUSE）
- 5月11日 - ラックライフ presents 「GOOD LUCK 2019」（なんばHatch）
- 8月7日 - YAMAMUROCK FES 2019（ESAKA MUSE）
- 8月19日 - "643"vol-1 RAD 10th Anniversary（栄RAD）
- 9月6日 - SUPER JUNPIN'JACK vol.2（心斎橋BIG CAT）
- 9月15日 -「TOKYO CALLING 2019」Day2（下北沢WAVER）
- 9月22日 - イナズマロックフェス2019（風神ステージ）
- 10月11日 - アメリカ村 BEYOND RUN THE TUNE vol.2
- 10月12日 - 大阪 FM802 「MINAMI WHEEL 2019」（台風により中止）
- 10月18日 - 心斎橋を刻めエクストラ（OSAKA MUSE）
- 11月23日 - alcott主催 BUTAFES 2019-NAMAKEBUTA  METABOLIC ROCK FESTINAL
- 12月8日 - rockin'on presents JAPAN'S NEXT 渋谷JACK 2019 WINTER
- 12月18日 - NEXT BATTER'S CIRCLE 2019
- 12月21日 - MERRY ROCK PARADE 2019（ポートメッセなごや1～3号館）
- 12月28日 - O-Crest YEAR END PARTY 2019
- 12月31日 - 一本締め☆NIGHT（心斎橋JANUS）

## 参加した他バンドのツアー（2018年以降）

### 2019年
- 9月27日 - MIX UP! アルコサイト 逆風を力に変えろツアー（高松DIME）
- 10月6日 - MAKI 1st single「Tao」 リリースツアー「大三元」（渋谷TSUTAYA O-Crest）
- 10月19日 - ヤングオオハラ ライブツアー　「OOHARA EXPRESS 2019秋」（金沢 VANVAN V4）
- 11月3日 - とけた電球「WAKUWAKU TOUR’19」　（名古屋CLUB UPSET）
- 11月28日 - リアクション ザ ブッタ 2019（福岡Queblick）
- 11月30日 - リアクション ザ ブッタ 2019（岡山PEPPER LAND）
- 12月4日 - moon drop presents「女子大ラブストーリー」（愛知 栄party'z）
- 12月6日 - アイビーカラー tour 2019-2020 「冬の初恋」（高松DIME）
- 12月11日 - マイアミパーティー presents「一語一会」（大阪）

### 2020年
- 1月18日 - アイビーカラー tour 2019-2020 「冬の初恋」（名古屋APOLLO BASE）

## その他

### 雑誌
- 2019年4月3日 - フリーマガジン SKREAM! 4月号インタビュー掲載。(@skream_japan)Webでも公開。[2]

### Web
- 2019年4月10日 - eggs  全曲レビューインタビューが公開。全7曲の制作秘話や想いを語る。[3]
- 2019年4月17日 - ザ・モアイズユー　[4]
- 2019年8月9日 - SPICE ライブレポ[5]

### TV
- 2019年4月15日 - 関西テレビ「音えもん」新人紹介コーナー「Eureka!!」
- 2019年7月17日 - Music ON!TV 「ZOOM UP!」コメント出演

### RADIO
- 2020年1月19日 - FM AICHI 「デラロックフェスティバル2020 SPECIAL」コメント出演

### タイアップ
- 2019年8月　"Snap Insurance powered by 第一生命　CMイメージソングに「光の先には」が決定。